# Centropogon baezanus
Centropogon baezanus är en klockväxtart som beskrevs av Jeppesen. Centropogon baezanus ingår i släktet Centropogon och familjen klockväxter. Inga underarter finns listade i Catalogue of Life.